# セバシン酸
セバシン酸（セバシンさん、sebacic acid）は有機化合物の一種で、直鎖ジカルボン酸である。セバシン酸の名称は、ラテン語の sebum （獣脂）や Sebaceus（獣脂製のろうそく）に由来する。
純粋なセバシン酸は、フレーク状または粉末状の白色固体である。ヘキサメチレンジアミンと共に6,10-ナイロンの原料となる。
アゼライン酸などと同様に、プラスチックの可塑剤(エステルのセバシン酸ジオクチルなど)、潤滑剤、油圧油、化粧品、ろうそくの原料となり、最近ではウレタンの原料として使用されることもある。また、芳香剤、防腐剤、塗料にも用いられる。
セバシン酸の主原料はトウゴマの種子から得られる植物油であるひまし油に含まれるリシノール酸であり、環境にやさしい製品として取り上げられている。